# Мошник
Мо́шник — деревня в Кувшиновском районе Тверской области России. Относится к Пречисто-Каменскому сельскому поселению.
Находится на реке Каменке, притоке Осуги.
До районного центра Кувшиново — 17 км (по прямой), от автодороги «Торжок—Осташков» до деревни 9 км (через Пречисто-Каменку).
В 1997 году — 5 хозяйств, 7 жителей. В деревне около 20 домов разной степени сохранности.

## История
На Руси существовало мирское имя Мошник, которое берёт начало от аналогичного существительного со значением «моховник». Так называли самца глухаря, вылетающего осенью на ягоды на моховые болота. От этого имени или прозвища могло произойти название деревни.
По данным на 1859 год здесь находились сельцо Мошник (13 дворов, 118 жителей) и владельческая деревня Алексеево (5 дворов, 44 жителя). В сборнике статистических сведений в 1884 году д. Алексеево уже не числится, а есть деревня Мошник в 2 частях, где проживают бывшие помещичьи крестьяне, всего 38 дворов (189 жителей).
В конце XIX — начале XX века деревня Мошник относится Пречисто-Каменскому приходу и волости Новоторжского уезда Тверской губернии.
В конце 1930-х — 1940-е годы деревня Мошник имела около 60 дворов и входила в Пречистокаменский сельсовет Каменского района Калининской области. В годы Великой Отечественной войны на фронтах погибли 20 жителей деревни.
В 1970—80-е годы деревня входила в колхоз им. М. И. Калинина.